# Чивати, Джузеппе
Джузеппе Чивати (итал. Giuseppe Civati), известный также как Пиппо Чивати (итал. Pippo Civati; 4 августа 1975, Монца, Ломбардия) — итальянский политик, лидер партии «Возможно» (2016—2018).

## Биография
Окончил классический лицей имени Дзукки в Монце, в 1998 году — Миланский университет, а в 2004 году получил в том же университете степень доктора философии. Позднее защитил работу «Цивилизация гуманизма и Возрождения» в Институте изучения Возрождения во Флоренции, продолжал образование в Барселонском университете.
В 1995 году начал политическую карьеру в «комитетах Проди», в 1998 году возглавил в Монце организацию Левых демократов, в 2005 году вошёл в региональный секретариат партии в Ломбардии, а также был избран в региональный совет по единому списку коалиции «Оливковое дерево», вступил в Демократическую партию с момента её образования в 2007 году, в 2010 году переизбран в региональный совет уже по списку ДП.
5-7 ноября 2010 года вместе с Маттео Ренци организовал собрание сторонников реформ в здании бывшего флорентийского вокзала Леопольда.
В 2013 году избран по списку Демократической партии в Палату депутатов Италии, 19 марта 2013 по 8 мая 2015 года состоял во фракции ДП.
На внутрипартийных выборах лидера ДП 8 декабря 2013 года добился относительного успеха, заняв третье место.
15 апреля 2015 года Национальное собрание (Assemblea Nazionale) Демократической партии с участием членов фракций в Палате депутатов и Сенате поддержало окончательную редакцию проекта нового избирательного закона «Италикум», но в числе противников законопроекта оказались Роберто Сперанца (он ушёл в отставку с должности председателя партийной фракции в Палате депутатов), а также Чивати, Альфредо Д'Атторе, Рози Бинди и Стефано Фассина (они предложили приостановить работу собрания, но их инициатива не была поддержана, и они покинули зал); поддержал позицию меньшинства и Пьер Луиджи Берсани. В общей сложности в голосовании отказались участвовать 120 человек, оставшиеся 190 поддержали законопроект единогласно. Основные требования оппозиции сводились к двум пунктам: распространение на лидеров партийных списков в округах принципа преференциального голосования и разрешение на включение в партийные списки кандидатов, не являющихся членами данной партии, во втором туре голосования.
6 мая 2015 года президент Маттарелла подписал принятый парламентом закон Италикум. Чивати в знак протеста вышел из ДП. Тем не менее, ему не удалось увлечь за собой сочувствующих «левой оппозиции» сенаторов, которые предпочли остаться и влиять на партийную политику изнутри.
8 мая 2015 года перешёл в Смешанную фракцию Палаты депутатов в качестве независимого депутата.
26 мая 2015 года объявил о начале собственного политического проекта — новой партии «Возможно» (Possibile), позиционируемой левее Демократической партии.
17 ноября 2015 года Чивати вместе с тремя своими единомышленниками — Лукой Пасторино, Беатриче Бриньоне и Андреа Маестри — вошёл в партийную группу Смешанной фракции «Свободная альтернатива» (Alternativa Libera), которую создали десять депутатов, вышедших из фракции Движения пяти звёзд. Объединённая группа приняла наименование «Свободная альтернатива-Возможно».
В ноябре же 2015 года прошла национальная ассамблея партии «Возможно», решением которой новая политическая структура официально начала своё существование. В период с 15 по 31 января 2016 года прошло онлайн-голосование, по итогам которого Джузеппе Чивати был избран национальным секретарём партии с результатом 93,2 %.
Партия «Возможно» вошла вместе с ещё одним отколом от Демократической партии — Демократическим и прогрессивным движением Роберто Сперанца — и «Итальянскими левыми» Никола Фратоянни в предвыборный левый блок «Liberi e Uguali» (LeU, Свободные и Равные), который 3 декабря 2017 года возглавил Пьетро Грассо. 4 марта 2018 года по итогам очередных выборов это объединение добилось некоторого успеха: за него проголосовали 3,4 % избирателей на выборах в Палату депутатов, что обеспечило 14 мест в палате, и 3,3 % — на выборах в Сенат (4 места). Однако сам Чивати избран не был и подал в отставку с поста секретаря партии.
На выборах в Европейский парламент 2019 года шёл в экологическом списке «Зелёная Европа», однако приостановил свою кампанию, когда оказалось, что двое кандидатов получили поддержку от Зелёного фронта, возглавляемого бывшим главой молодёжного крыла неофашистской партии Fiamma Tricolore. Тем не менее, Чивати получил самое большое число голосов из числа всех зелёных кандидатов (12247), но сам список не преодолел электоральный барьер в 3 %.